# Sitophora
Sitophora là một chi bướm đêm thuộc họ Erebidae.